# Astrid Damerow
Astrid Damerow, née le 30 mars 1958 à Bonndorf, Bade-Wurtemberg, est une femme politique allemande de l'Union chrétienne-démocrate (CDU). Elle est membre du Bundestag du Land de Schleswig-Holstein depuis 2017.

## Carrière politique
Elle devient membre du Bundestag pour la première fois après les élections fédérales allemandes de 2017. Au Parlement, elle est membre de la commission du tourisme et de la commission de l'environnement, de la protection de la nature et de la sécurité nucléaire,.
En avril 2024, elle annonce qu'elle ne se présenterait pas aux élections fédérales de 2025, mais qu'elle démissionnerait de la politique active d'ici la fin de la législature.